# 도리스 대번포트

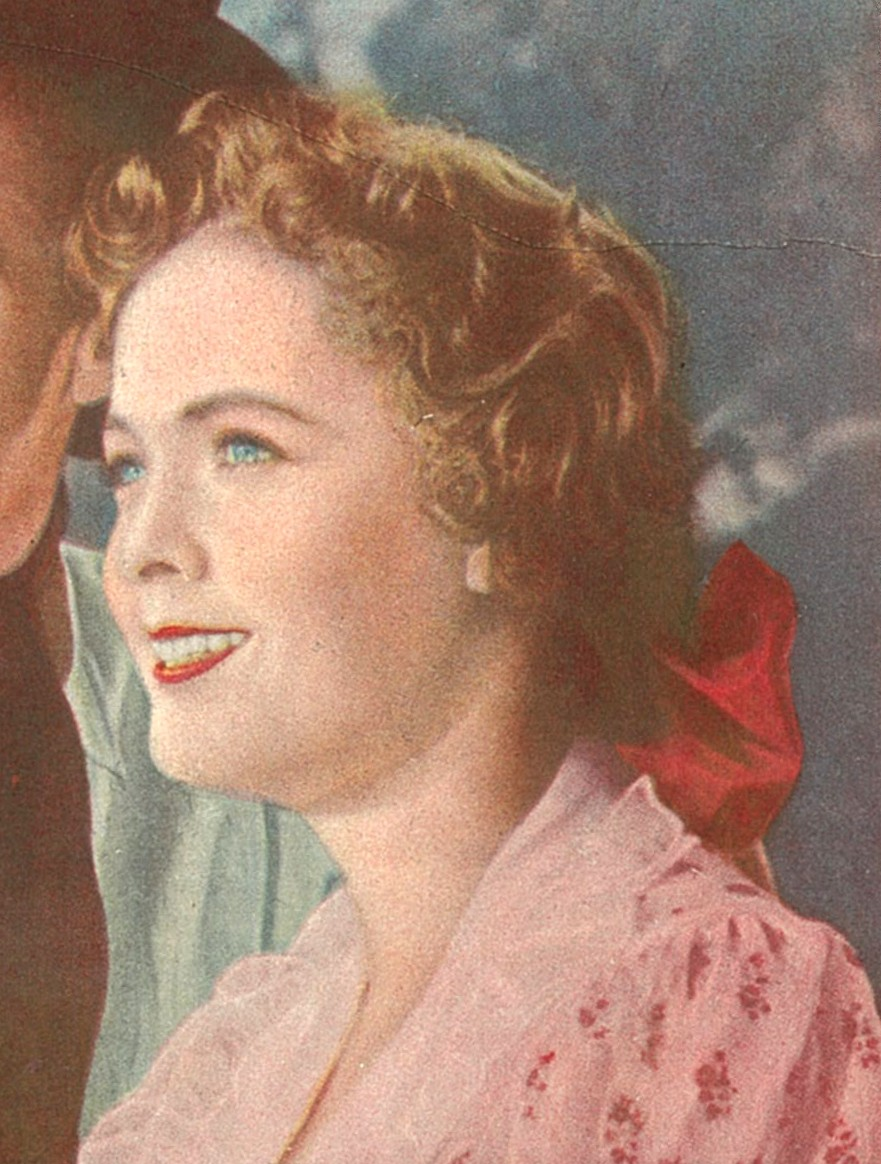

도리스 대번포트(Doris Davenport, 1917년 1월 1일 ~ 1980년 6월 18일)는 미국의 배우, 영화배우이다.
샌타크루즈에서 사망하였다.

## 영화
- 서부의 사나이 (1940년)
- 씬 아이스 (1937년)
- 조지 화이트의 1935 스캔달 (1935년)
- 키드 밀리언스 (1934년)